# Richard Ohnsorg
Pour les articles homonymes, voir Ohnsorg.
Richard Ohnsorg, né à Hambourg (Empire allemand) le 3 mai 1876 et mort dans cette ville le 11 mai 1947, est un acteur, metteur en scène et bibliothécaire allemand connu pour son activisme pour la langue et la littérature en bas saxon.